# Кра (Изер)
Кра (фр. Cras) насеље је и општина у источној Француској у региону Рона-Алпи, у департману Изер која припада префектури Гренобл.
По подацима из 2011. године у општини је живело 464 становника, а густина насељености је износила 85,45 становника/km². Општина се простире на површини од 5,43 km². Налази се на средњој надморској висини од 375 метара (максималној 773 m, а минималној 280 m).

## Демографија
| 1962. | 1968. | 1975. | 1982. | 1990. | 1999. | 2011. |
| ----- | ----- | ----- | ----- | ----- | ----- | ----- |
| 191   | 210   | 208   | 206   | 223   | 325   | 464   |

График промене броја становника у току последњих година